# 少陰経病
伝統中国医学における少陰経病（しょういんけいびょう）は、六経病の一つで太陰経病が過ぎて五番目に起こる外感性疾病。三陰三陽病では少陰病である。さらに深く病邪が進行して、少陰経病（心経、腎経）が病を受ける。少陰経は腎を貫き、肺を絡い舌根に繋ぐ。そのために口が燥き、舌根により渇きを訴える。次に厥陰経病に移行する。